# 探索非洲
《探索非洲》（英語：Africa）為英國廣播公司與探索頻道聯合製作的自然紀錄片，由大衛·愛登堡主持及旁述，2013年1月2日起於英國廣播公司第一台及第一台高清頻道首播，共6集。本片主要展示棲息於的動植物及其生境，節目製作歷時四年。每集亦附上10分鐘的製作特輯《探索非洲面面觀》（Eye to Eye），詳述每集的拍攝見聞。

## 每集內容
| 集數 | 標題         | 英國首播日期  | 英國觀眾人數 （百萬） |
| ---- | ------------ | ------------- | --------------------- |
| 1    | 喀拉哈里沙漠 | 2013年1月2日  | 8.52                  |
| 2    | 東非大草原   | 2013年1月9日  | 7.52                  |
| 3    | 剛果         | 2013年1月16日 | 7.97                  |
| 4    | 開普敦       | 2013年1月23日 | 7.58                  |
| 5    | 撒哈拉沙漠   | 2013年1月30日 | 6.52                  |
| 6    | 未來         | 2013年2月6日  | 6.58                  |

## 海外播放

### 美國
2013年1月8日起探索頻道首播，共7集，第1-5集由科力士·韋德加旁述，第6集（《探索非洲：未來》）由大衛·愛登堡主持，而第7集為製作特輯《探索非洲面面觀》的合集。

### 中国大陆
CCTV-9于2013年暑期播放，中文名《非洲》。

### 香港
第1至5集於2013年7月23日起逢星期二晚9時半於無綫電視明珠台首播，中文名為《探索非洲》，粵語旁白為謝安琪。製作特輯《探索非洲面面觀》於2013年8月27日播放。第6集分拆為獨立節目《探索非洲：未來之旅》並連同製作特輯於2013年9月3日播放。
高清翡翠台於2014年1月19日起逢星期日晚7時先後播放本節目第1至5集、《探索非洲面面觀》及《探索非洲：未來之旅》（不包括製作特輯）。

## 外部連結
- 英國廣播公司《探索非洲》節目官方網頁 （页面存档备份，存于）
- 香港無綫電視《探索非洲》節目網頁 （页面存档备份，存于）